# Kościół św. Marcina w Zschopau
Kościół św. Marcina w Zschopau (niem. St. Martinskirche Zschopau) – należący do Ewangelicko-Luterańskiego Kościoła Krajowego Saksonii, zabytkowy kościół zlokalizowany przy ulicy An der Kirche 5 w Zschopau (Saksonia, Niemcy).

## Historia
Kościół, który wcześniej stał w miejscu obecnego i był wyposażony w organy przez Christopha Donatha, padł ofiarą pożaru całego miasta w dniu 8 października 1748. Został odbudowany w stylu baroku drezdeńskiego w latach 1748-1751 z wykorzystaniem części późnogotyckich murów (w tym chóru). Otrzymał wówczas organy Jacoba Oertla, które przetrwały w prawie niezmienionym stanie do dziś i są uważane za trzecie co do wielkości barokowe organy na terenie Saksonii.
Proboszczem lokalnej parafii był filozof Valentin Weigel (1533-1588), o czym informuje tablica pamiątkowa na zewnętrznej elewacji.

## Architektura i wyposażenie
Obiekt jest kościołem halowym. Wieża świątyni została ukończona dopiero w 1798. Wewnątrz cennym zabytkiem jest klasycystyczny ołtarz ambonowy z 1858.

## Galeria

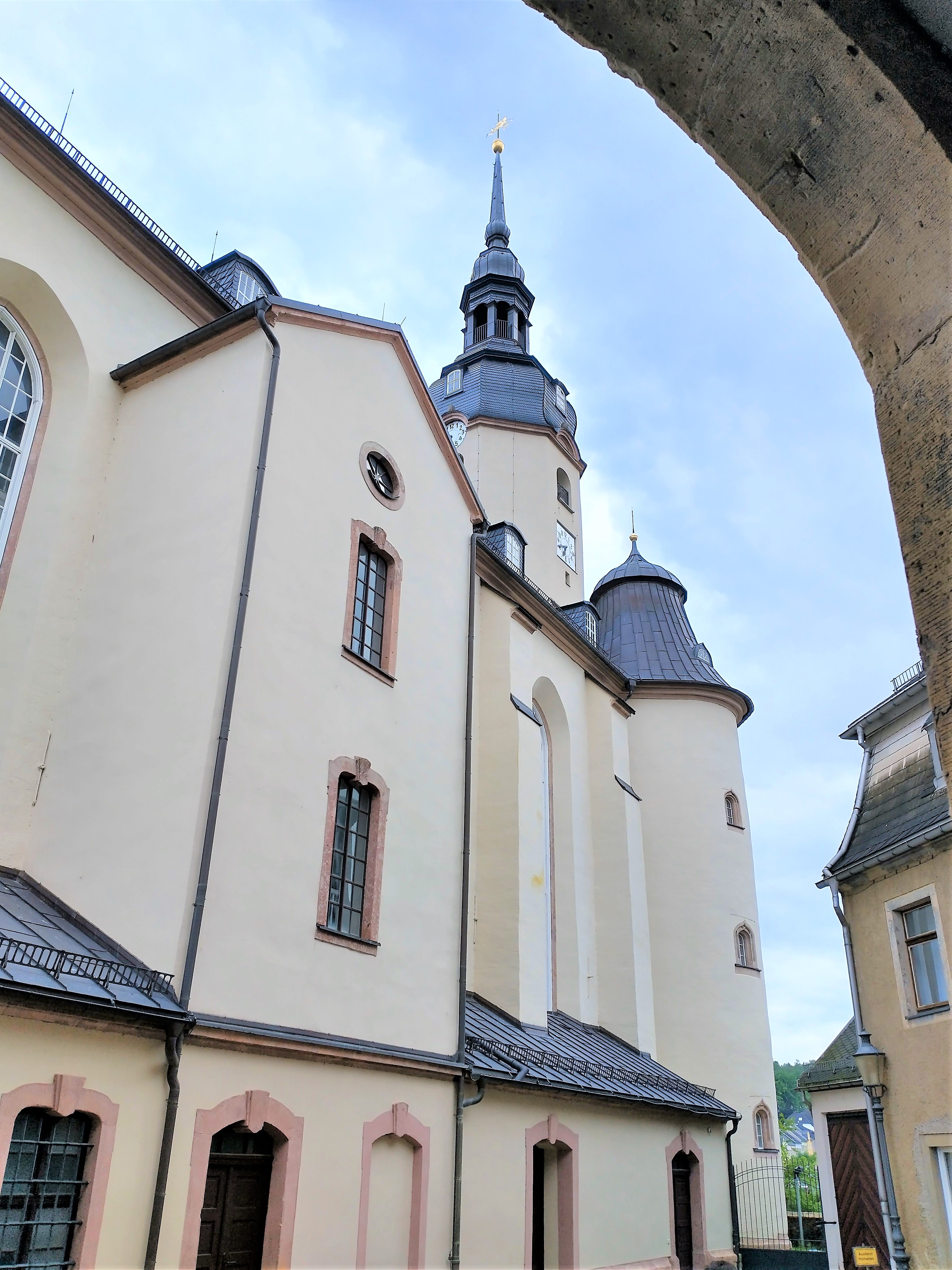
Fragment elewacji
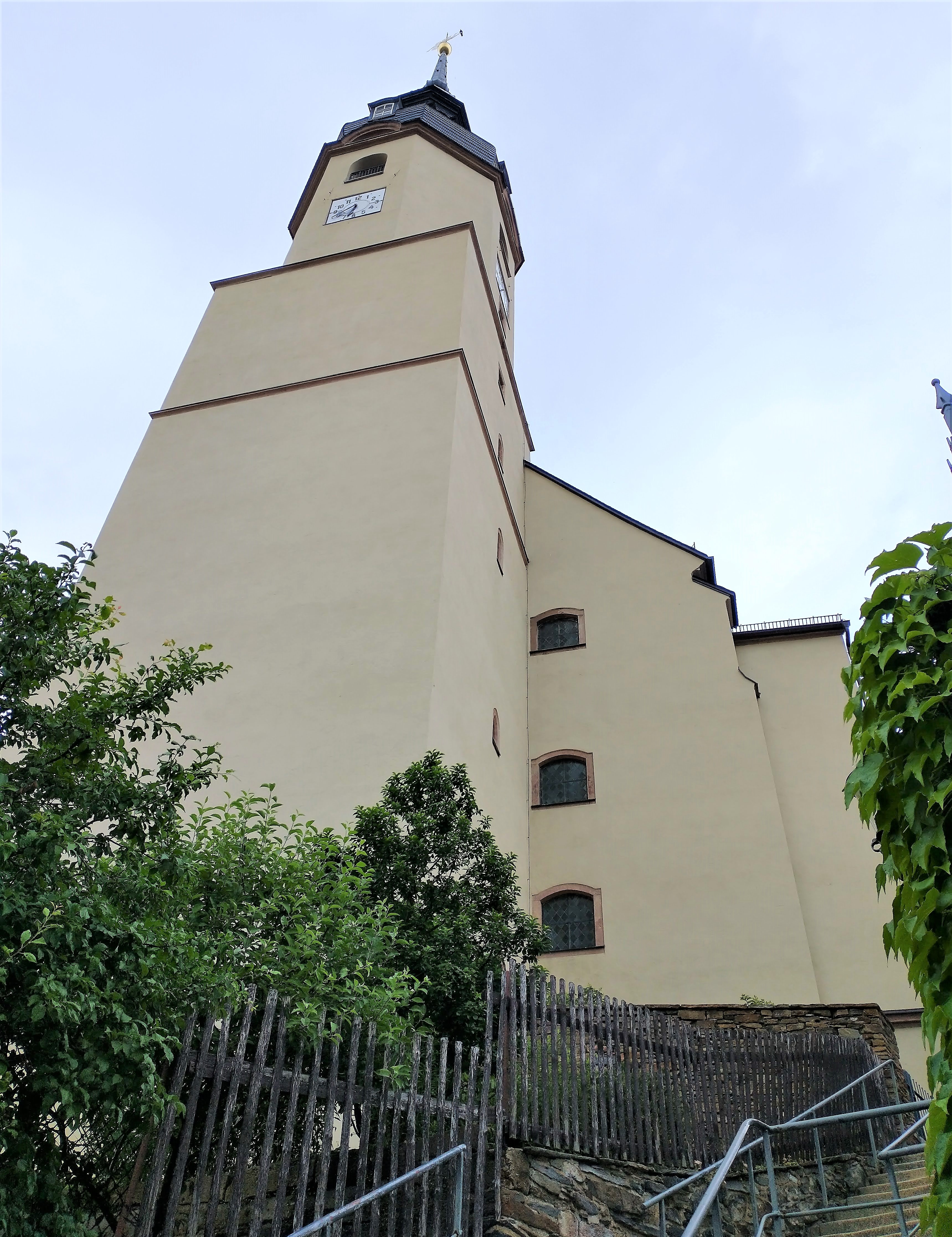
Wieża
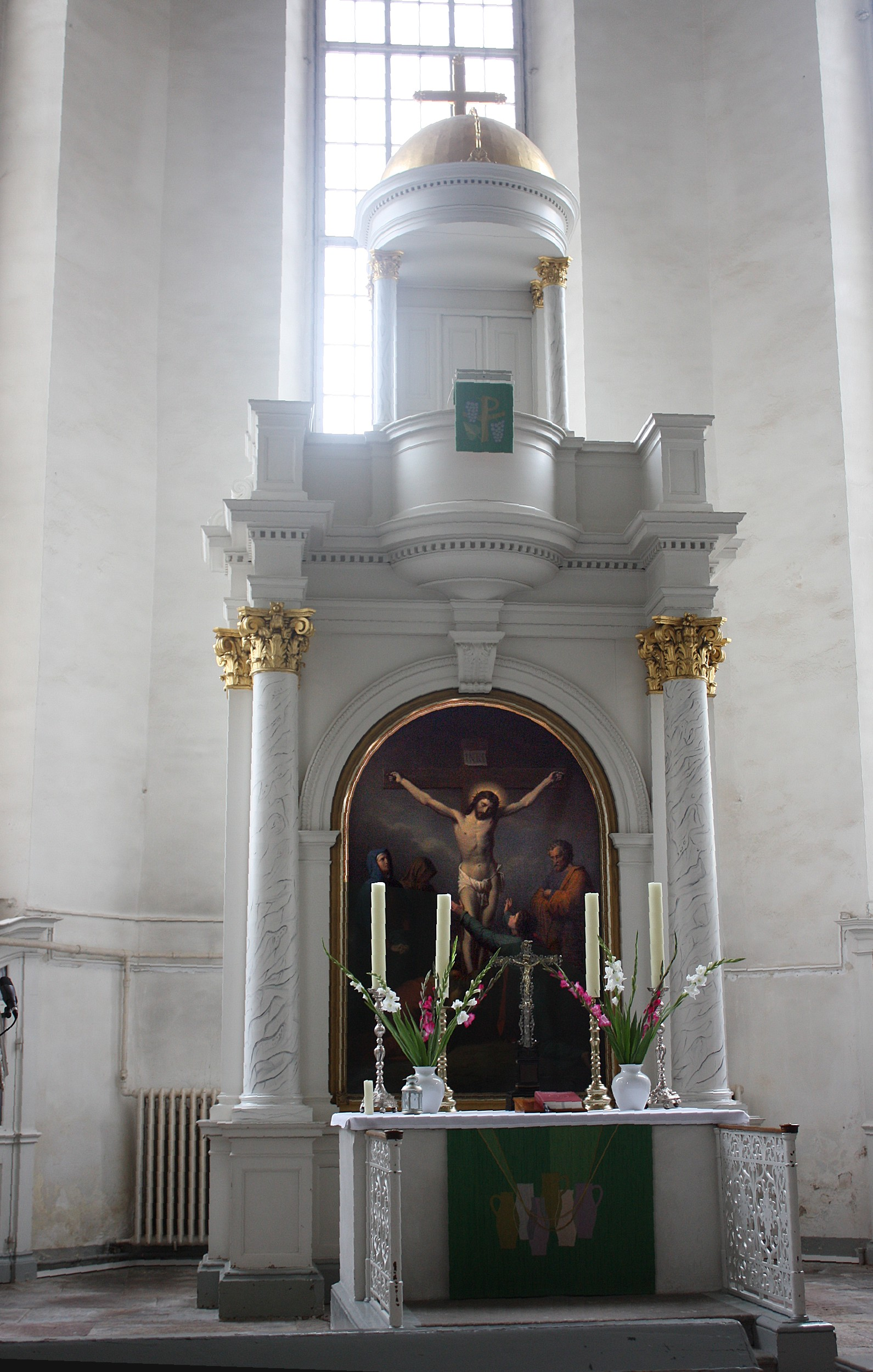
Ołtarz główny
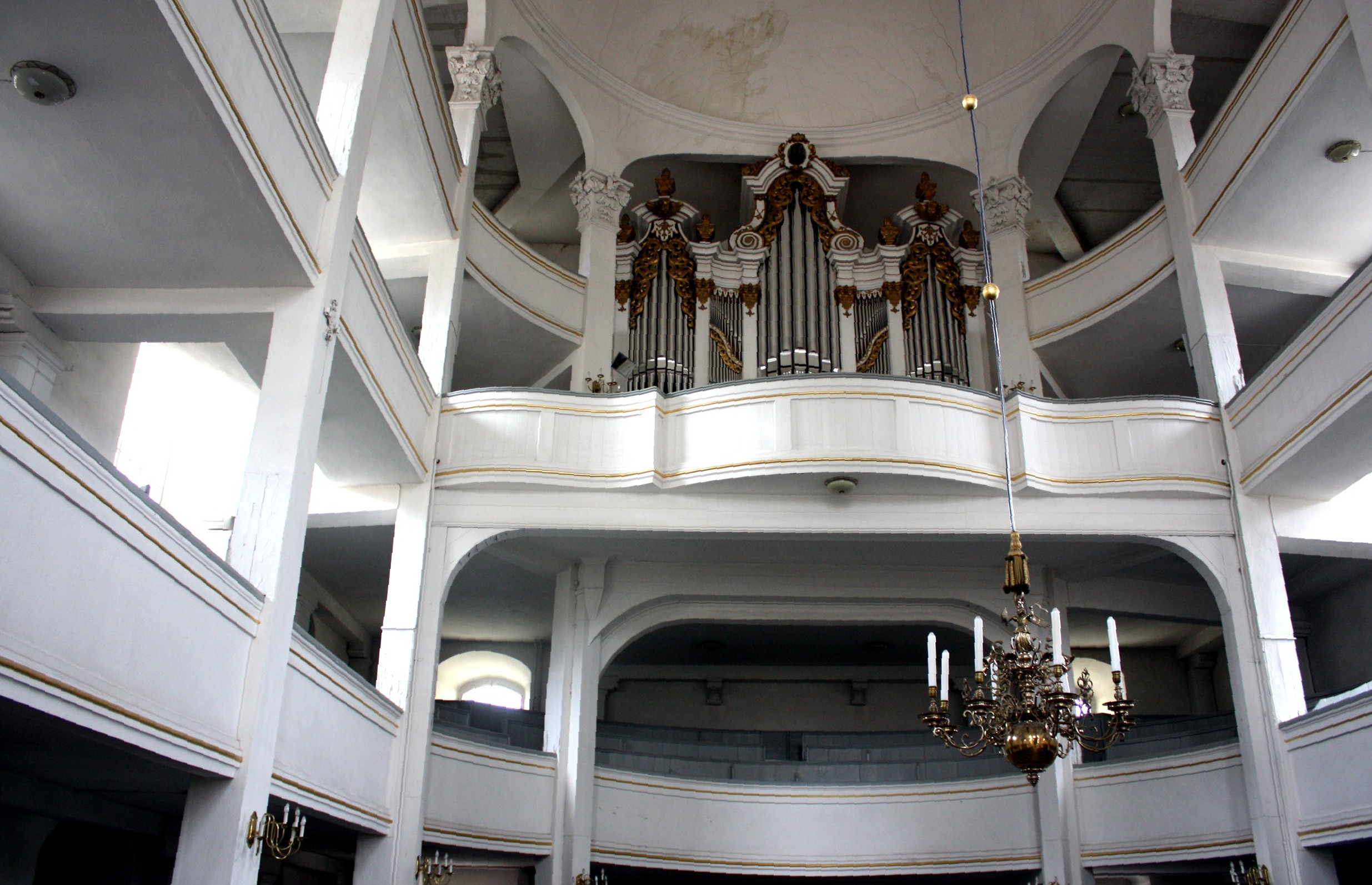
Balkony i organy
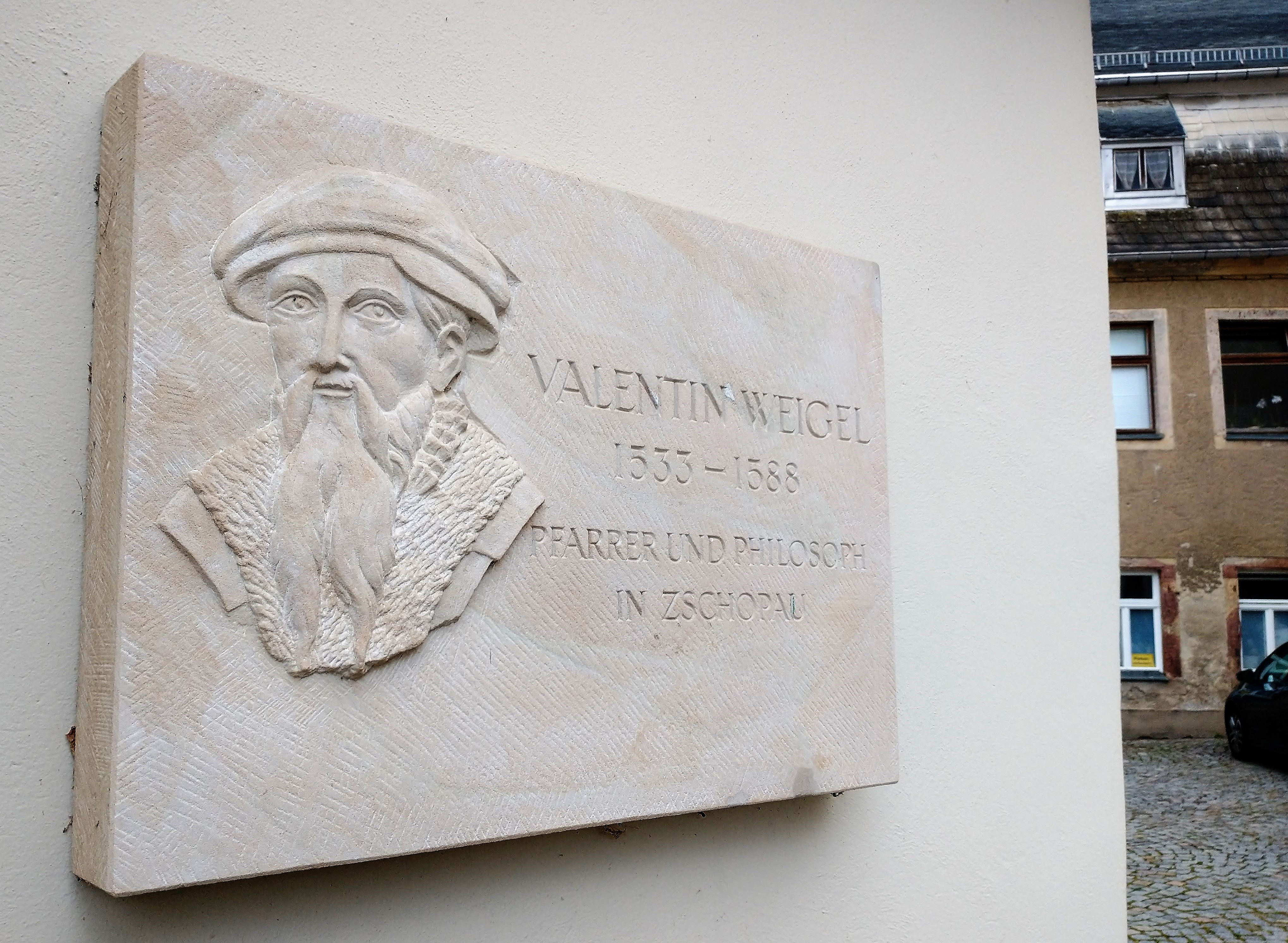
Tablica Valentina Weigela